# Noel Octavio Suberví Nín
Noel Octavio «Tavito» Suberví Nín (nacido el 6 de agosto de 1969) es un empresario, abogado y político dominicano. Fue Alcalde del municipio de Santa Cruz de Barahona desde el 16 de agosto del año 2002 hasta el 16 de abril del año 2020.  Fue Vicepresidente Nacional y Presidente Provincial del Partido Revolucionario Dominicano en Barahona.

## Biografía
Suberví Nín nació en Santo Domingo el 6 de agosto de 1969, es hijo del abogado y expresidente del senado de la República Dominicana, Dr. Noel Suberví Espinosa y de la empresaria Andrea Nín Terrero. Realizó sus estudios primarios y secundarios en los colegios Divina Pastora y Barney Morgan de la ciudad de Barahona. Es egresado de la facultad de Ciencias Jurídicas de la Universidad Central del Este (UCE) donde obtuvo el título de Doctor en Derecho.
Tras su graduación se dedicó a la gerencia de los negocios familiares, fungiendo como gerente de la Ferretería Suberví, la administración inmobiliaria de la sociedad SUBERNIN y supervisor de las fincas cafetaleras de la familia Suberví en las comunidades de La Guázara y La Ciénaga. Además, incursiona de manera activa en el sector inmobiliario, almacenamiento y refrigeración, la ganadería, la agricultura y la apicultura.

## Vida política
Tavito Suberví se inició en la política desde muy temprana edad, asistiendo a reuniones políticas con su padre Noel Suberví Espinosa, quien fue uno de los fundadores del Partido Revolucionario Dominicano en Barahona, participando desde joven en actividades de la juventud revolucionaria del PRD y asistiendo a los actos de masas. Ingresó formalmente a la función pública por influencia de su primo y mentor, el dirigente político del Partido Revolucionario Dominicano, Dr. Fello Suberví, quien desempeñaba el cargo de Ministro de Interior y Policía en el gobierno de Hipólito Mejía (2000-2004).[cita requerida]
Fue designado Viceministro de Turismo en el año 2000, cargo que ostentó hasta mayo del 2002 cuando optó por aspirar a la Alcaldía del municipio de Barahona. Durante su corto paso por el Ministerio de Turismo logró la desarrabalización de los miradores de la zona costera de Barahona, relanzó el Ballet Folclórico de Barahona y reafirmó el compromiso con los hoteleros de la zona.
Durante su primera carrera por la alcaldía, su principal contendiente fue el exsenador Augusto Féliz Matos por el Partido Reformista Social Cristiano, resultando el joven novel victorioso e imponiendo un nuevo liderazgo dentro del PRD. Su crecimiento político le hizo alcanzar fácilmente el cargo de Presidente Municipal del Partido Revolucionario Dominicano y perfilarse como el virtual candidato a la Alcaldía para las elecciones congresuales y municipales del 2006, en las cuales volvería a enfrentar al veterano Augusto Féliz Matos, apoyado esta vez por la coalición del Partido Reformista Social Cristiano y el Partido de la Liberación Dominicana junto a su Bloque Progresista, resultando una vez más como vencedor.
Para las elecciones del año 2010, optó por una tercera repostulación a la Alcaldía de Barahona. Siendo esta vez su principal contendiente el exdiputado Dr. Victor Terrero por el Partido de la Liberación Dominicana, resultando nuevamente vencedor.

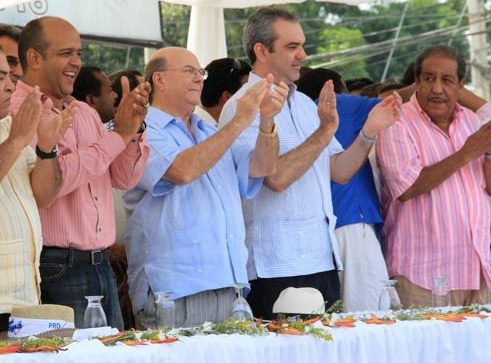
Tavito Suberví junto a Hipólito Mejía, Luis Abinader y Fello Suberví en un acto de masas en Barahona

Como presidente del Partido Revolucionario Dominicano en Barahona, cargo que ostentaba desde el año 2002, fue el director las campañas presidenciales de Miguel Vargas Maldonado y Hipólito Mejía.
Tavito Suberví es el único alcalde que ha dirigido el gobierno municipal de Barahona durante cuatro periodos consecutivos. Convirtiéndose en el munícipe con la gestión más longeva al frente del gobierno municipal de Santa Cruz de Barahona.
Fruto de la alianza de los dos partidos mayoritarios de la política dominicana el PLD y el PRD. Tavito Suberví fue nominado como candidato oficial de la alianza para competir por un cuarto mandato consecutivo frente al Ayuntamiento Municipal de Santa Cruz de Barahona en las elecciones municipales del 2016.

## Alcaldía de Barahona
Tavito Suberví ha basado su política de ejecución municipal comúnmente orientada a las ayudas a las clases más desfavorecidas, fomento de la cultura, el deporte, aportes a las iglesias y aplicación del presupuesto participativo.
Durante su primera gestión, se basó en la inversión en el fomento del deporte y la educación, construyendo canchas en los barrios marginados de la ciudad, otorgando becas para estudiantes de medicina en el exterior y creando la denominada "Casa del Estudiante Barahonero" para estudiantes que asisten a la Universidad Autónoma de Santo Domingo en la capital dominicana junto con la adquisición del primer autobús municipal para el desplazamiento semanal de los estudiantes barahoneros en la Universidad del Caribe (UNICARIBE), implemento el sistema de asistencia social gratuita con la adquisición de la primera ambulancia municipal, iluminación y acondicionamiento de la entrada de Barahona y la construcción de varios puentes peatonales.
Su segunda gestión se basó en la remodelación de las plazas públicas, construcción de parques, creación de la primera Policía Municipal, operativos médicos, construcción de acueductos, apoyo a entidades culturales, acondicionamiento de cañadas, reordenamiento y nuevo piso de concreto para el mercado municipal, reparación de viviendas, proyectos de cambio de pisos de tierra por concreto, construcción del comedor para los niños del Consejo Nacional de la Niñez (Conani), construcción de la Plaza Gregorio Luperón, recuperación y limpieza de la Playa de Saladillas y la remodelación del Arco del Triunfo.
Durante sus últimas gestiones, fueron logradas firmados varios convenios y alianzas estratégicas para el municipio de Barahona, realizó la remodelación de la vieja sede presidencial de Barahona (El Ateneo), aumento de las partidas para los planes médicos y de salubridad, la adquisición y ampliación de una nueva casa para los estudiantes barahoneros en Santo Domingo,  desarrabalización de las plazas públicas, co-auspicio del mercado aeronáutico emergente, remodelación del Parque Central de Barahona, arborización del Bulevar Turístico María Montez, construcción del monumento de Casandra Damirón en la Plazoleta Duarte.
De manera institucional, representó al Ayuntamiento Municipal de Barahona ante la Federación Dominicana de Municipios (FEDOMU), ostentando el cargo de Director de la Comisión de Disciplina. De igual manera, sirvió como asesor estratégico ante la Asociación de Municipios de la Región Enriquillo (ASOMURE).